# Paulo Szot
Paulo Szot, né le 7 juillet 1969 à São Paulo, est un chanteur baryton lyrique et acteur brésilien.
Il fait ses débuts à l'opéra en 1997 et sa carrière internationale inclut des performances avec le Metropolitan Opera. En 2008, il fait ses débuts à Broadway dans le rôle de Emile De Becque dans une reprise de South Pacific, et pour sa performance dans cette comédie musicale, il remporte le Tony Award pour la meilleure performance par un acteur de premier plan dans une comédie musicale, le Drama Desk Award, les Outer Critics Circle Award, le Theatre World Award. En 2012, il est nommé pour un Laurence Olivier Award du meilleur acteur dans une comédie musicale, et en 2014 est nommé pour le MAC Award pour le meilleur Celebrity Artist en devenant le premier brésilien à recevoir de tels honneurs.

## Biographie
Szot est né à São Paulo de parents polonais qui ont émigré au Brésil après la Seconde Guerre mondiale. Il commença sa formation musicale en piano à l'âge de cinq ans et ajouta plus tard le violon et le ballet classique. Cependant, à 21 ans, une blessure au genou coupa court à toutes aspirations pour une carrière dans la danse, ce qui l'amena, avec les encouragements de son professeur, à poursuivre le chant.
Szot étudia à l'Université Jagellonne en Pologne. Il commence à chanter professionnellement en 1990 avec l'Ensemble national de chant et danse Śląsk. Ensuite en 1997, il fait ses débuts professionnels à l'opéra dans une production du Barbier de Séville au Théâtre municipal de São Paulo. Depuis, il a joué avec le New York City Opera, l'Opéra de Palm Beach, la Canadian Opera Company, l'Opéra de Marseille, et le Vlaamse Opera, entre autres, dans des opéras tels que L'elisir d'amore, La Bohème, Don Giovanni, Cavalleria rusticana, Pagliacci, Carmen, Così fan tutte, Les Noces de Figaro et Maria Golovin. En Mars 2010, il fait ses débuts au Metropolitan Opera dans le rôle de Kovalyov dans Le Nez de Dmitri Chostakovitch. Szot chanta à nouveau au Metropolitan Opera dans le rôle d'Escamillo partageant la scène avec le ténor français Roberto Alagna et le rôle de Lescaut dans Manon avec Anna Netrebko et, en 2014, toujours au MET, en tant que capitaine dans The Death of Klinghoffer. Il a chanté au Palais Garnier dans le rôle de Guglielmo de Così fan tutte de Mozart et au Festival international d'art lyrique d'Aix-en-Provence dans Les Noces de Figaro. En 2013, il a chanté dans Le Nez au Teatro dell'Opera di Roma, et à La Scala dans le rôle de Filip Filippovich, le protagoniste de l'opéra russe contemporain Un Cœur de chien,.
De sa performance dans South Pacific, Ben Brantley du New York Times écrira : « Quand il chante Some Enchanted Evening ou This Nearly Was Mine, ce n'est pas un grand succès à en provoquer l'évanouissement (même si ce l'est bien sûr), mais plutôt une considération mesurée et honnête de l'amour ».

## Prix et nominations
- Prêmio Carlos Gomes — meilleure performance vocale – 2000
- Theater World Award – gagnant – Meilleur acteur dans une comédie musicale – 2008
- Drama Desk – gagnant – Meilleur acteur dans une comédie musicale – 2008
- Outer Critics Award – gagnant – Meilleur acteur dans une comédie musicale – 2008
- Tony Award – gagnant – Meilleur acteur dans une comédie musicale – 2008
- Medaille Zasłużony Kulturze (Médaille du mérite de la culture) Gloria Artis – Mention du plus haut honneur
- Prêmio Faz Diferença – gagnant – Journal Globo
- Laurence Olivier Award – Nomination – Meilleur acteur dans une comédie musicale – 2012
- MAC Award — Nomination – Best Celebrity Cabaret Act – 2013

## Productions sur scène
- 1996 : Le Barbier de Séville, Teatro Paulo Eiró, São Paulo
- 1997 : Gianni Scchicchi, Sesc Ipiranga, São Paulo
- 1998 : La Bohème, Teatro Alfa Real, São Paulo
- 1997 : Le Barbier de Séville, Teatro Municipal de Santo André
- 1998 : Carmen, Teatro Municipal de São Paulo
- 1998 : La Bohème, Teatro Municipal de São Paulo
- 1998 : L'elisir d'amore, Festival Ópera de Manaus
- 1999 : Don Giovanni, Teatro Alfa Real, São Paulo
- 1999 : Le Barbier de Séville, Teatro São Pedro, São Paulo
- 1999 : Don Giovanni, Municipal de São Paulo
- 1999 : Le Barbier de Séville, Teatro São Pedro de Porto Alegre
- 1999 : O Guarani, Teatro Amazonas
- 2000 : Carmen, Teatro Municipal do Rio de Janeiro
- 2000 : Cavaleria Rusticana, Teatro Alfa Real, São Paulo
- 2000 : I Pagliacci, Teatro Alfa Real, São Paulo
- 2000 : Die Fledermaus, Teatro Rio de Janeiro
- 2000 : Cavaleria Rusticana, Teatro Municipal de São Paulo
- 2000 : Pagliacci, Teatro Municipal de São Paulo
- 2001 : Tanhäuser, Teatro Municipal do Rio de Janeiro
- 2001 : Carmen, Teatro Alfa, São Paulo
- 2001 : Carmen, Teatro Municipal de São Paulo
- 2001 : Don Giovanni, Teatro Amazonas
- 2001 : La Bohème, Teatro Amazonas
- 2001 : Hansel et Gretel, Teatro Municipal de São Paulo
- 2002 : Manon, Teatro Amazonas
- 2002 : Manon, Teatro Alfa – São Paulo
- 2002 : Pagliacci, Teatro Amazonas
- 2003 : Hansel et Gretel, Teatro Municipal de São Paulo
- 2003 : Cavaleria Rusticana, Teatro Amazonas
- 2003 : Don Pasquale, Teatro São Pedro, São Paulo
- 2003 : Don Pasquale, Teatro Municipal de Santo André
- 2003 : La Veuve Joyeuse, Porto Alegre
- 2003 : Carmen, New York City Opera
- 2003 : Don Giovanni, Michigan Opera
- 2004 : Le Nozze di Figaro, New York City Opera
- 2004 : Carmen, Palm Beach Opera
- 2004 : Eugène Onegin, opera de Marseille
- 2004 : Orfeo, Teatro Sérgio Cardoso
- 2005 : L'elisir d'amore, New York City Opera
- 2005 : Rita, Festival de Campos do Jordão
- 2005 : Dido et Aeneas, Opéra de Marseille
- 2005 : Don Giovanni, Opéra de Toulon
- 2005 : Don Giovanni, Opéra de Bordeaux
- 2006 : Così fan tutte, Opéra de Marseille
- 2006 : Maria Golovin, Opéra de Marseille
- 2007 : Così fan tutte, Opéra de Nice
- 2007 : Le nozze di Figaro, Boston
- 2007 : Maria Golovin, Spoleto Opera Festival, Italy
- 2007 : Le Portrait de Manon, Liceo de Barcelona
- 2007 : Le Nozze di Figaro, Vlaamse Opera, Anvers
- 2008 : Le Nozze di Figaro, Vlaamse Opera, Gand
- 2008 : South Pacific, Lincoln Center Theater, New York
- 2008 : La Veuve Joyeuse, Opéra de Marseille
- 2009 : South Pacific, Lincoln Center Theater, New York
- 2010 : Le Nez, Metropolitan Opera New York
- 2010 : South Pacific, Lincoln Center Theater, New York
- 2011 : Carmen, Metropolitan Opera New York
- 2011 : Così fan tutte, Opéra Garnier, Paris
- 2011 : South Pacific, Barbican, Londres
- 2011 : Carmen, San Francisco Opera
- 2011 : South Pacific, Oxford
- 2012 : Manon, Metropolitan Opera House New York
- 2012 : Le Nozze di Figaro, Festival d'Aix-en-Provence
- 2012 : Don Giovanni, Washington Opera
- 2013 : Le Nez, Opera di Roma
- 2013 : Un Cœur de Chien, La Scala
- 2013 : Le Nez, Metropolitan Opera
- 2013-2014 : Die Fledermaus, Metropolitan Opera
- 2014 : Eugène Onegin, Melbourne Opera House
- 2014 : Candide, Sala São Paulo - OSESP
- 2014 : The Death of Klinghoffer, Metropolitan Opera
- 2014 : Le Nozze di Figaro, Théâtre National de Bahreïn / Aix-en-Provence
- 2017 : Così fan tutte de Wolfgang Amadeus Mozart - Don Alfonso, Palais Garnier Opéra National de Paris